# Föhlritz
Föhlritz è una località della Germania, frazione (Ortsteil) del comune di Dermbach, nel land della Turingia.

## Storia
Già comune autonomo, il 1º gennaio 1974 fu soppresso e incorporato a Brunnhartshausen, unito a sua volta a Dermbach nel 2019.